# 西摩 (愛荷華州)
西摩（英語：Seymour）是一個位於美國愛荷華州韋恩縣的城市。

## 地理
西摩的座標為40°40′58″N 93°07′15″W / 40.68278°N 93.12083°W，而該地的平均海拔高度為323米（即1060英尺）。

## 人口
根據2010年美國人口普查的數據，西摩的面積為6.09平方千米，當中陸地面積為6.09平方千米，而水域面積為0.00平方千米。當地共有人口701人，而人口密度為每平方千米115人。